# Bane (DC Comics)
Bane, noto in italiano anche come il Flagello e il cui vero nome è Dorrance, è un personaggio dei fumetti statunitensi pubblicati da DC Comics creato da Chuck Dixon (testi) e Graham Nolan (disegni).
Dotato di una forza sovrumana grazie allo steroide "Venom" (che si inietta tramite dei cavi direttamente collegati con le sue vene) e col volto celato da una maschera simile a quella dei luchadores, Bane è solitamente raffigurato come un nemico del supereroe Batman. Possedendo un mix di forza bruta e intelligenza eccezionale, Bane è conosciuto per essere l'unico cattivo ad aver rotto la schiena a Batman, sconfiggendolo sia fisicamente che mentalmente. È figlio del criminale Re Serpente.
Si è classificato al 34º posto nella classifica stilata da IGN sui più grandi cattivi nella storia dei fumetti.

## Storia editoriale
Chuck Dixon, Graham Nolan e Doug Moench hanno creato il personaggio per la trama del fumetto Batman: Knightfall, anche se non si sa per quali elementi del carattere di Bane bisogna ringraziare Dixon e Moench. Dixon ha scritto la storia della prima apparizione del personaggio (La vendetta di Bane), con i disegni di Graham Nolan. Non è ben chiaro quanto abbia influito nella storia di Bane Denny O'Neil (sceneggiatore veterano di molte storie su Batman e autore del romanzo di Knightfall, omonimo adattamento del fumetto). O'Neil aveva precedentemente creato Santa Prisca, il luogo della nascita di Bane, in The Question e del veleno "Venom" (apparso per la prima volta nelle pagine di Legends of the Dark Knight n. 16-20, e successivamente ristampato in versione brossurata). Nelle pagine di Azrael, O'Neil ha introdotto la comprensione da parte di Bane di come il "Venom" sia diventato una dipendenza e una debolezza responsabile delle sue precedenti sconfitte.

## Biografia del personaggio

### Nascita
Figlio del rivoluzionario Edmund Dorrance, più noto come "il Re Serpente", Bane viene condannato alla nascita a scontare la pena del padre (sfuggito alla giustizia dell'isola di Santa Prisca) in un carcere di massima sicurezza, Peña Duro, dove viene sottoposto ad innumerevoli torture che lo hanno trasformato in uno psicopatico pluriomicida.
Nonostante le apparenze non si avvale solo della sua tremenda forza ma ha anche un eccellente intelletto - perfino versato nelle arti umanistiche - che ha sviluppato grazie agli insegnamenti di un ex-gesuita compagno di prigionia: questa caratteristica lo avvicina ad Edmond Dantès, protagonista de Il conte di Montecristo, e in questo particolare si evince l'iniziale intenzione di Dixon di farne quasi un "Anti-Batman" visto che il Conte (insieme a Zorro) è una delle fonti di ispirazione primarie per la figura del Crociato col Mantello. Dopo la morte della madre, anch'essa detenuta, il direttore lo relega in mezzo agli altri prigionieri. Durante una rissa, il giovane cade e finisce in coma per trentuno giorni: al suo risveglio appare cambiato, più deciso e crudele; uccide il compagno di cella che l'aveva minacciato, e viene rinchiuso in isolamento per dieci anni, divenendo poi rispettato dagli altri prigionieri per la sua decisione e resistenza. Tornato tra gli altri incarcerati, Bane si accultura e rinforza il fisico. Rispettato e spietato, quando supera i trenta omicidi tra le mura del carcere, i medici della struttura lo sottopongono come cavia di letali esperimenti riguardo ad un potente steroide iniettato direttamente nel cervello, il "Venom", e grazie al nuovo vigore ottenuto Bane evade e raggiunge Gotham.

### Lo scontro con Batman
(Bane in Batman: La vendetta di Bane)
Arrivato a Gotham City con l'intento di conquistarla, Bane riuscì a scoprire in poco tempo l'identità segreta di Batman e avendo studiato per anni le biografie dei migliori strateghi della storia ideò un astuto piano per sconfiggere definitivamente il Cavaliere Oscuro: organizzò una maxi evasione dal carcere di Gotham che fece sì che orde di criminali, compresi quelli più pericolosi come Joker e Due Facce, si riversassero per la città; Batman riuscì a fermarli ma quando, praticamente esausto, tornò alla Batcaverna trovò Bane ed Alfred privo di sensi: il mercenario, in una delle scene più famose del fumetto, ruppe la schiena di Batman e lo scagliò da una finestra, assumendo il controllo della comunità criminale.
Assieme ai suoi complici Trogg, Zombie e Bird Bane mise sotto scacco la mala di Gotham ottenendo il controllo assoluto dei traffici della città; nel frattempo il mantello del pipistrello passò da Bruce a Jean-Paul Valley: il nuovo Batman, nonostante le raccomandazioni del suo predecessore, affrontò il possente criminale venendo in un primo momento battuto; in seguito però, utilizzando un costume da combattimento corazzato e un equipaggiamento più letale, affrontò nuovamente Bane riuscendo a sconfiggerlo in quanto riuscì a privarlo del "Venom".

### DopoKnightfall
Successivamente Bane, una volta riuscito a ricostruire il suo possente fisico muscolo per muscolo e a disintossicarsi dal Venom, si reca a Santa Prisca per interrogare il gesuita che lo aveva cresciuto ed educato a Peña Dura per scoprire la vera identità di suo padre: il prete gli spiegò che suo padre poteva essere uno fra quattro uomini: un rivoluzionario, un dottore americano, un mercenario inglese e un banchiere svizzero. Bane, dopo aver ucciso il gesuita, parte per Roma alla ricerca di quest'ultimo e qui fa la conoscenza di Ra's al Ghul, il quale, ritenendolo un nuovo potenziale compagno per sua figlia Talia, lo nomina suo erede, ruolo che in passato aveva scelto per Batman prima che quest'ultimo lo tradisse.
Ritornato a Gotham, Bane affronta Nightwing (Dick Grayson) in un combattimento corpo a corpo venendo sconfitto ma riuscendo a scappare, successivamente affronta nuovamente Bruce Wayne, tornato nel frattempo a indossare i panni del Cavaliere Oscuro. Batman ottiene la sua rivincita con Bane e, finalmente, riesce a sconfiggerlo in un unico combattimento.
In seguito, Bane combatte Azrael nella storia Angel and the Bane. Ha poi un ruolo comprimario nella storia "Terra di nessuno" nel quale si mette alle dipendenze di Lex Luthor intenzionato a conquistare Gotham, ma viene convinto da Batman a lasciare il piano del filantropo di Metropolis. Dopo la sconfitta di Ra's al Ghul, Bane intraprende una campagna per distruggere Lazarus Pit e, contemporaneamente, fa la conoscenza di Black Canary.
Bane arriva persino a credere che suo padre sia Thomas Wayne, cosa che in seguito si rivelerà infondata dopo un test del DNA.
Bane, in seguito, scopre che il suo vero padre è il mercenario inglese Sir Edmund Dorrance, soprannominato Re Serpente. Bane e Batman si alleeranno per combattere Dorrance e, nel combattimento, Bane sarà ferito e salvato da Batman.

### Crisi infinita
In Crisi infinita n. 7, Bane attacca Metropolis insieme ad altri criminali e riesce a uccidere l'eroe Judomaster.

### One Year Later
Bane riappare in One Year Later alla ricerca dei due Hourman (Rex e Rick Tyler) per chiedergli aiuto. Dopo aver guadagnato la loro fiducia, Bane racconta ai due eroi di come abbia cercato inutilmente di porre fino al traffico di droga a Metropolis e, contemporaneamente, abbia scoperto l'esistenza di un nuovo guerriero cui è stato iniettato il "Venom". In realtà tale storia era stata inventata da Bane per potersi avvicinare a Rex Tyler, che si scopre essere uno dei responsabili della nascita del "Venom". Alla fine della storia, Bane rimane sepolto tra le macerie del penitenziario Santa Prisca dove era iniziata la sua vicenda. In séguito, Bane riappare ancora vivo e riesce a portare la democrazia nel suo Paese. Dopo aver scoperto che le elezioni erano state truccate da Computron, uno dei Rainbow Raiders, Bane fa precipitare il Paese in una guerra civile e affronta Thomas Jagger, il figlio di Judomaster, venendo sconfitto ma risparmiato da quest'ultimo.

### Segreti Sei
Dopo esser stato reclutato da Amanda Waller nella Squadra Suicida, di recente si è aggregato alla squadra di mercenari nota come i Segreti Sei; qui Bane ha mostrato lievi segni di redenzione, in quanto pare abbia abbracciato la fede, inoltre ha cominciato a provare un forte sentimento paterno verso Scandal Savage, figlia di Vandal Savage, verso la quale è iperprotettivo, tanto che, per aiutare lei e la squadra da un assalto di criminali (in quanto avevano messo una taglia sui Sei), Bane ha assunto una dose di Venom.

## Panoramica del personaggio
Bane è un uomo molto pragmatico, spietato e dalla determinazione incrollabile, capace di mantenere la calma anche nelle situazioni più estreme, e sa che la conoscenza è l'arma migliore per trionfare. Lo spirito di sopravvivenza di Bane non è secondo a nessuno degli altri acerrimi nemici di Batman, essendo nato nella peggior prigione del mondo. Assassino implacabile, non esita a dare la caccia alla sua preda senza mai darle la minima tregua, finché non chiede pietà o muore.
Egoista e ambizioso, mira sempre al potere e non tollera che gli vengano impartiti ordini. Le azioni di Bane non sono regolate da alcun codice di condotta, non prova rimorso né rimpianti ad uccidere persone innocenti e non ha etica (ad esempio, uccise un anziano prete gesuita che è stato uno dei suoi insegnanti). La sua visione estremamente oscura delle cose e i suoi metodi incredibilmente crudeli e rapidi hanno scioccato perfino i teppisti del mondo. Sebbene spesso rappresentato come puramente malvagio, Bane è un personaggio complesso che può mostrare momenti di introspezione e persino un contorto senso dell'onore, avendo lavorato per abbattere i signori della droga. Nonostante la sua storia con Batman, a volte ha avuto il sostegno finanziario e l'assistenza diretta del cavaliere oscuro.
Molto alto e incredibilmente massiccio, Bane ha una forza fisica prodigiosa in circostanze normali, superando di gran lunga gli standard umani. La sua terribile e straordinaria abilità combattiva lo rende il combattente più temuto di Gotham, e gli ha permesso di resistere contemporaneamente a Ra's al Ghul e Batman. Bane ha lasciato il segno nei fumetti come l'unico criminale ad aver battuto Batman al primo scontro. Inoltre può iniettarsi dosi controllate di uno steroide ultra potente chiamato "Venom", che aumenta considerevolmente la sua massa muscolare e gli conferisce una forza fenomenale. In un duello a mani nude, nessuno è in grado di competere con lui. Anche Killer Croc, che ha una forza sovrumana e una ferocia spaventosa, è stato brutalmente sconfitto da Bane. 
Infine Bane ha un'eminente intelligenza e un eccezionale senso della deduzione, che gli consentono di stabilire piani d'azione di grande ingegno e di superare in astuzia gli avversari. Può anche scoprire le intenzioni o le personalità di chiunque, anche quelle più complesse. È anche uno dei pochi ad aver dedotto che Bruce Wayne è Batman, quando nessun altro supercriminale ci sarebbe riuscito. A differenza di molti cattivi che si lanciano direttamente in uno scontro con Batman, Bane è sempre controllato e strategico, ed è così terrificante che lo stesso Ra's al Ghul lo ha descritto l'uomo più pericoloso del pianeta.

## Poteri e abilità
Bane è molto intelligente; una volta Ra's al Ghul ha detto che Bane "ha una mente pari alla più grande che abbia mai conosciuto" (sebbene liquidò le abilità di Bane come l'astuzia di un animale piuttosto che l'intelletto colto e allenato di Batman). In prigione, il mercenario ha imparato da solo varie discipline scientifiche pari al livello di comprensione dei massimi esperti in quei campi, come storia, geologia, medicina, comando e investigazione. Conosce dieci lingue attive e almeno quattro ulteriori lingue arcane e morte: tra queste ci sono spagnolo, inglese, francese, tedesco, russo, cinese mandarino, persiano, dari, urdu e latino. La storia di Bane of the Demon rivela che ha una memoria eidetica. Entro un anno, è stato in grado di dedurre l'identità segreta di Batman.
È anche molto subdolo e un eccellente stratega e tattico. In prigione, Bane ha anche inventato la sua forma personale di ginnastica meditativa, di meditazione e un suo stile di combattimento che usa contro altri noti combattenti di arti marziali all'interno dell'Universo DC: le prime storie lo ritraggono come un guerriero molto calmo e concentrato simile a Bruce Lee, mentre trae forza dalla placida meditazione e dall'energia spirituale della "stessa roccia di Peña Dura". Dixon ha infuso a Bane una qualità quasi soprannaturale quando ha spiegato che Bane ha trionfato in tutti i suoi combattimenti in prigione impiegando queste abilità, mentre i suoi avversari avevano solo rabbia e avidità per alimentarli. Lo straordinario addestramento ricevuto lo ha reso espertissimo anche nell'uso di qualsiasi arma e nella guida di qualsiasi veicolo. Sempre tramite la meditazione è capace di simulare la propria morte abbassando momentaneamente i propri segni vitali sotto la soglia rilevabile dalle attrezzature mediche.
La sua forza gli dà più modi per affrontare Batman. Inizialmente la fonte della sua straordinaria fisicità risiedeva in una delle armi più insidiose dell'universo DC, il Venom, un particolare steroide dagli effetti non permanenti che, iniettato direttamente nel cervello, migliora le sue capacità fisiche a livelli sovrumani e ne incrementa sensibilmente il tasso di adrenalina e il volume muscolare. Bane ha dimostrato di essere in grado di sollevare 15 tonnellate. Nella maggior parte delle sue incarnazioni, Bane ha bisogno di un serbatoio specializzato per aiutare a controllare la quantità di Venom che inietta nel suo corpo. Successivamente agli eventi di Knightfall, tuttavia, Bane ha abbandonato il Venom poiché crea una forte dipendenza e, con l'utilizzo prolungato, anche dei seri danni fisici. Di recente si è iniettato nuovamente la sostanza per salvare Scandal Savage, la figlia di Vandal Savage, dall'attacco di un'orda di criminali e ricominciando da quel momento in poi a farne uso costante.
Alla luce di queste abilità Bane è da considerarsi uno dei supercriminali più pericolosi di tutto l'universo DC, essendo uno dei pochi personaggi che sia riuscito a sconfiggere in combattimento Batman (nonché, in alcune occasioni, Freccia Verde, Azrael, Nightwing, Killer Croc e Re Squalo), e, dopo Joker e Due Facce, è senz'altro il criminale più pericoloso di Gotham City.

## Altre versioni
Nel crossover Marvel vs. DC, Bane affronta in combattimento Capitan America, venendo sconfitto.
Nell'universo Amalgam viene fuso col soldato pazzo della Marvel Nuke, diventando uno dei criminali della serie Bruce Wayne: Agente dello S.H.I.E.L.D.

## Altri media

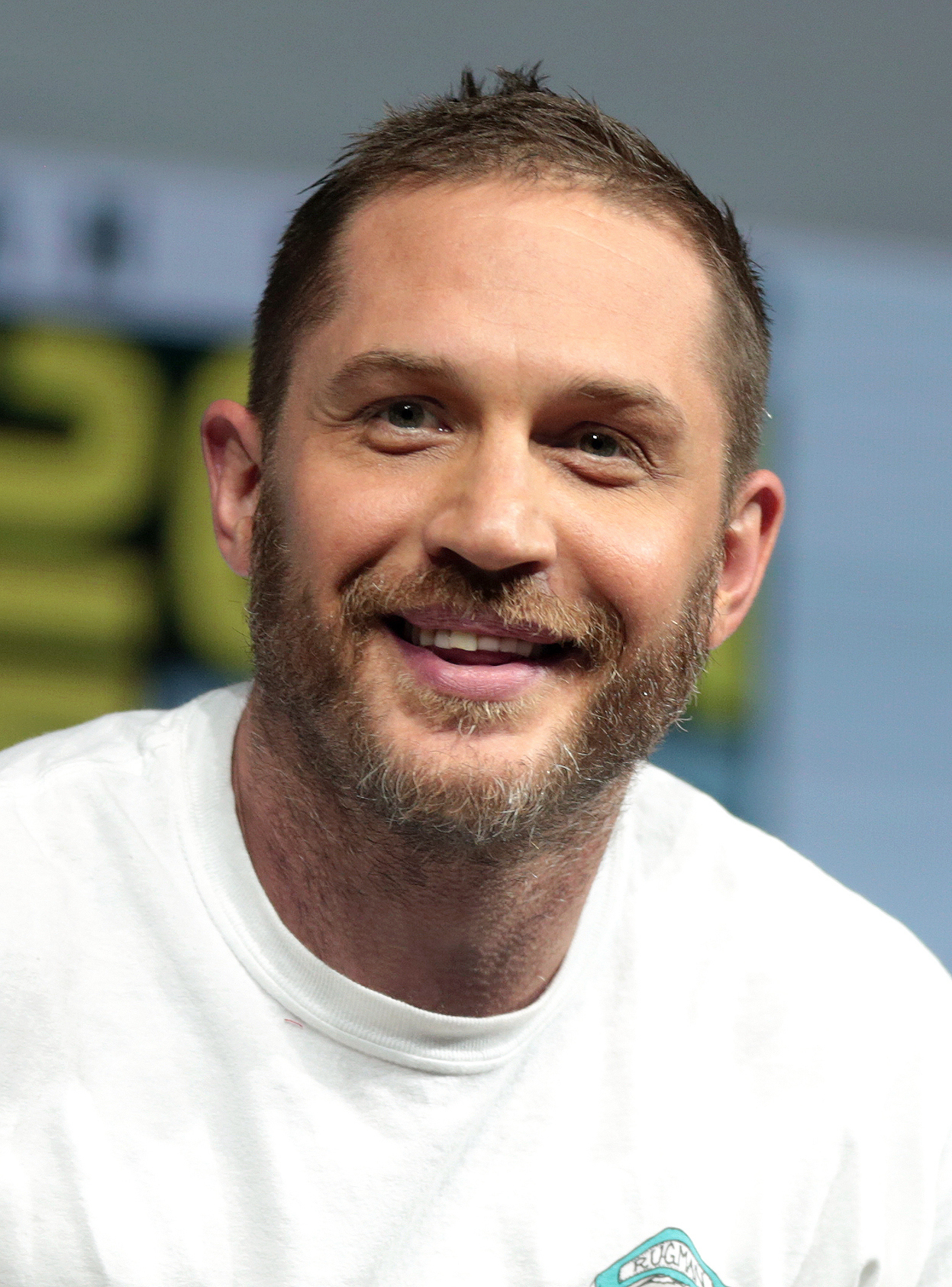
Tom Hardy, interprete di Bane nel film Il cavaliere oscuro - Il ritorno.

### Cinema
- Bane è uno degli antagonisti del film Batman & Robin (1997), diretto da Joel Schumacher. Bane fa il suo esordio sul grande schermo interpretato dal wrestler Robert Swenson. Rispetto al fumetto, viene rappresentato come un tirapiedi di Poison Ivy e Mr. Freeze dalla scarsa intelligenza, brutale e capace di pronunciare solamente qualche parola, semplificando molto le sue origini e il suo carattere, cosa che ha contribuito all'insuccesso del film.[37]
- Bane è uno dei due antagonisti principali del film Il cavaliere oscuro - Il ritorno (2012), assieme con Talia al Ghul, nel quale viene interpretato da Tom Hardy[38][39][40]. In questa pellicola la personalità di Bane è molto simile a quella dei fumetti, presentando la grande intelligenza e abilità tattica che lo avevano caratterizzato sin dalle sue prime apparizioni su carta. In questa versione, Bane è un alleato della Setta delle Ombre, che è stato esiliato dal suo ex mentore Ra's al Ghul, e si descrive come un "liberatore del dolore" e un rivoluzionario. Bane afferma che i nemici della sua rivoluzione sono i ricchi e i corrotti, che sostiene opprimano "il popolo", quando in realtà questo era uno stratagemma per sfruttare i cittadini di Gotham City per l'obiettivo finale della Setta delle Ombre di distruggere la città. È ritratto come spietato, brutale, freddo, estremamente calmo e con una visione nichilista del mondo, disposto a massacrare milioni di persone come ha cercato di fare Ra's in Batman Begins, e generalmente si comporta in modo gioviale e cortese sia con gli alleati che con i nemici, dimostrando sempre sicurezza quando parla. Bane era un detenuto del Pozzo, una prigione situata in un imprecisato paese arabo dove incontrò Talia al Ghul, che ha protetto e aiutato a fuggire, dopodiché fu aggredito da una folla inferocita e gli fu inflitto un dolore cronico che allevia con un gas analgesico fornito dalla sua maschera respiratoria, secondo la costumista Lindy Hemming.[41] Inoltre, è raffigurato come dotato di forza sovrumana anche senza l'uso del Venom. Nelle parole di Tom Hardy, il suo stile di combattimento è «Brutale. Qui non si tratta di combattere. Si tratta di carneficina. Da teschi schiacciati, alla frantumazione delle gabbie toraciche, passando per la rottura delle colonne vertebrali. È un terrorista mentale e brutale.».[41][42] Nel film ha l'intenzione di completare il lavoro di Ra's al Ghul distruggendo Gotham, ma anche per vendicare la sua morte uccidendo Bruce Wayne/Batman. Finirà per essere ucciso da Selina Kyle che salverà così Batman da morte certa. Il Bane di Tom Hardy è considerato uno dei migliori cattivi cinematografici di sempre.[43][44][45][46]

#### Film d'animazione

Bane nel film d'animazione Batman - Il mistero di Batwoman.

- Bane appare come antagonista secondario nel film d'animazione del DC Animated Universe Batman - Il mistero di Batwoman.
- Il personaggio appare nel film d'animazione Superman/Batman: Nemici pubblici dove affronta Superman e Batman, venendo alla fine sconfitto da Capitan Atom e dalla sua squadra.
- Bane appare nei film d'animazione Justice League: Doom, LEGO Batman: Il film - I supereroi DC riuniti, Batman: Assault on Arkham, Justice League vs. Teen Titans, Batman Unlimited: Fuga da Arkham, Lego DC Comics Super Heroes: Justice League - Gotham City Breakout, LEGO Batman - Il film, Scooby-Doo! e Batman - Il caso irrisolto, Batman Ninja, Batman vs. Teenage Mutant Ninja Turtles, Batman: Hush e Justice League Dark: Apokolips War.

### Televisione
- Bane compare in quattro serie ed un film del DC Animated Universe:
  - Bane appare (per la prima volta fuori dai fumetti) nell'episodio Killer chimico della serie animata Batman, in cui viene presentato come un terribile mercenario evaso dal carcere sudamericano di Peña Duro grazie al siero del supersoldato che veniva testato nella struttura, Il Veleno, sostanza che diventerà poi la sua più potente arma. Bane giunge a Gotham City per eliminare Batman su commissione di Rupert Thorne, ma in verità trama per impossessarsi del suo impero criminale segreto a lavoro compiuto con la segretaria di Thorne, Candice. Il Killer Chimico riesce a ridurre in fin di vita Killer Croc e a catturare Robin, ma al termine dello scontro finale con l'Uomo Pipistrello, sul punto di spezzargli la schiena, Batman manomette il suo sistema di somministrazione del Veleno del supercriminale, che per poco non scoppia (letteralmente) per un'overdose.[47]
  - Bane fa anche una breve comparsa nella serie Superman, dove, approfittando dell'assenza di Batman, si allea con Cappellaio Matto e Enigmista per dominare la città, ma Superman (travestito da Batman per ritrovarlo) li affronta. Nonostante perda, Bane nello scontro riesce a tenere testa pure al kryptoniano.[47]
  - Nella seconda serie sul Cavaliere Oscuro, Batman - Cavaliere della notte, Bane appare una volta nell'episodio Il piano dello Spauracchio. Dopo la morte di Batgirl, Gordon scopre la sua identità e incolpa Batman dell'accaduto e, non solo scopre la sua identità, ma assolda pure Bane per uccidere il Cavaliere Oscuro. Batman riesce a tenergli testa e lo ferma quando questi si ribella a Gordon, ma poi Bane scaglia contro di loro il Batsegnale, facendoli precipitare dal tetto del Dipartimento di Polizia. Tuttavia, ciò si rivela essere un sogno di Barbara, intossicata dalla tossina della paura.
  - In Batman of the Future, Bane appare come un anziano ormai sulla sedia a rotelle, parzialmente disintossicato dal "Venom", che gli viene comunque somministrato a piccole dosi. Tuttavia, il suo assistente Jackson Chappell, a conoscenza della formula del Veleno, ne somministra sotto forma di cerotti agli studenti e agli atleti. Il nuovo Batman, lo scopre e ingaggia una battaglia con lui, molto simile al primo scontro tra Bane e il primo Batman nella prima serie: Jackson si riempie il corpo di cerotti, poi viene scaraventato sopra altri, ciò che gli causa una terribile overdose, forse uccidendolo.[47]
- In The Batman, Bane appare con la pelle rossa e molto più grosso rispetto al fumetto. In questa serie è doppiato nel primo episodio da Joaquim de Almeida, mentre nelle successive apparizioni da Ron Perlman e Clancy Brown.[48][49]
- Il personaggio appare nella serie animata Batman Unlimited.
- Bane appare, interpretato da Shane West, nella quinta e ultima stagione della serie Gotham.[50]
- Bane compare anche nella serie Harley Quinn, dove è raffigurato con un design classico, caratterizzato dalla buffa voce (simile a quella de Il cavaliere oscuro - Il ritorno) e un brutto temperamento che lo porta a minacciare di esplodere o distruggere tutto o tutti quelli che lo scontentano. Doppiato da James Adomian.

### Videogiochi
Bane appare nei seguenti videogiochi:
- Batman & Robin, sviluppato da Probe Entertainment e Tiger Electronics (1998)
- Batman: Chaos in Gotham, sviluppato da Ubisoft (2001)
- Batman: Gotham City Racer, sviluppato da Sinister Games (2001)
- Batman: Rise of Sin Tzu, sviluppato da Ubisoft Montréal (2003)
- LEGO Batman: Il videogioco, sviluppato da Traveller's Tales (2008)
- Batman: Arkham Asylum, sviluppato da Rocksteady Studios (2009)
- DC Universe Online, sviluppato da Sony Online Austin (2011)
- Batman: Arkham City, sviluppato da Rocksteady Studios (2011)
- Il cavaliere oscuro - Il ritorno, sviluppato da Gameloft (2012)
- LEGO Batman 2: DC Super Heroes, sviluppato da Traveller's Tales (2012)
- Injustice: Gods Among Us, sviluppato da NetherRealm Studios (2013)
- Batman: Arkham Origins, sviluppato da Warner Bros. Games Montréal (2013)
- Batman: Arkham Origins Blackgate, sviluppato da Armature Studio (2013)
- LEGO Batman 3: Gotham e oltre, sviluppato da Traveller's Tales e Feral Interactive (2014)
- LEGO Dimensions, sviluppato dalla Traveller's Tales (2015)
- Injustice 2, sviluppato da NetherRealm Studios (2017)
- LEGO DC Super-Villains, sviluppato dalla Traveller's Tales (2018)